# Mike Green (basket-ball)
Pour les articles homonymes, voir Mike Green.
Ne doit pas être confondu avec Michael Green (basket-ball).
Michael Kenneth « Mike » Green, né le 6 août 1951 à McComb, dans le Mississippi, est un ancien joueur américain de basket-ball. Il évolue aux postes d'ailier fort et de pivot.

## Palmarès
- ABA All-Rookie First Team 1974
- 1 fois All-Star ABA (1975)